# 京極材宗
京極 材宗（きょうごく きむね）は、室町時代後期から戦国時代にかけての武将。京極政経の子。吉童子丸の父。初めは父より一字を与えられて経秀（つねひで）と名乗っていたが、後に室町幕府第10代将軍足利義材（のちの義稙）から偏諱を賜り改名した。
文明17年（1485年）、室町幕府から侍所頭人に任命、多賀高忠を所司代に任命された。この処置は父政経を京極氏当主に復帰させ、従兄の京極高清を追放する目論見があった。しかし、父が配下の所領横領を阻止出来なかったことが将軍足利義材の怒りを買い、家督を高清に代えられると材宗も失脚、明応の政変で義材が廃位されると京極氏復帰を狙った。
父が高清に敗れて出雲へ下向した後も高清と戦い、文亀元年（1501年）に浅井直種を従えて今浜を攻めたが、上坂家信の防戦で失敗。文亀2年（1502年）、永正2年（1505年）にも高清を攻撃したが失敗、同年に高清と和睦したが、永正4年に高清に自殺させられた。
翌永正5年（1508年）に父も亡くなり、子の吉童子丸は父から家督を譲られたとされるがその後行方不明、出雲は守護代尼子経久の領国となった。また、京極高吉の父ともされている。

## 偏諱を与えた人物
材宗時代
- 多賀宗直（家臣、多賀氏出雲守家）

## 参考史料
- 小和田哲男編『戦国大名閨閥事典 第二巻』新人物往来社、1996年。
- 宮島敬一『浅井氏三代』吉川弘文館（人物叢書）、2008年。